# Манимейкер, Крис
Кристофер Брайан Манимейкер (англ. Christopher Bryan Moneymaker, род. 21 ноября 1975, Атланта) — американский профессиональный игрок в покер. Победитель главного турнира WSOP 2003 года.

## Биография
Крис Манимейкер родился в Атланте, однако впоследствии переехал в штат Теннесси. Там он окончил университет, получив степень магистра по бухгалтерскому учёту, и далее работал по специальности. Любитель домашнего покера, он вскоре заинтересовался игрой против реальных противников в интернете.
В 2003 году Манимейкер выиграл путёвку на WSOP в онлайн-сателлите с бай-ином $86, который проводился покер-румом PokerStars. Поскольку у него не хватало денег, чтобы добраться до Лас-Вегаса, поездку пришлось оплатить его отцу и другу.
Крис слабо верил в свою победу - его главной целью было не вылететь из турнира в первый же день. Но чем меньше становилось участников, тем больше начинали обращать внимание на "тёмную лошадку" из Теннесси. В результате Крис вышел на финальный стол и остался один на один против известного покерного профессионала Сэмми Фарха. Несмотря на больший стек, Крис предложил оппоненту поделить деньги пополам. Сэмми отказался, что Крис воспринял как неуважение к своей игре.
Смелый блеф Манимейкера в одной из ключевых раздач позволил ему забрать значительную часть фишек соперника и выиграть турнир. За первое место он получил $2.5 млн.
Победа моментально превратила его из неизвестного любителя в игрока с мировым именем. Кроме того, это событие вызвало существенный подъём интереса к покеру во всём мире (так называемый «эффект Манимейкера»).
В 2005 году Крис выпустил автобиографическую книгу под заглавием «Манимейкер: Как игрок-любитель превратил $40 в $2.5 миллиона в Мировой серии покера», тогда же вышла компьютерная игра «Chris Moneymaker’s World Poker Championship».
Манимейкер продолжил участвовать в крупных турнирах по покеру. Многие компании и покерные сайты предлагали ему выгодные контракты. Крис остановился на Pokerstars, и несколько лет представлял этот бренд. В 2008 году сумма его выигрышей превысила $2,800,000. Он также до сих пор играет на PokerStars под ником «Money800».
В 2016 году покерист засветился участием в Global Poker League, где даже в его честь была названа команда "Las Vegas Moneymakers". Команда Манимейкера не смогла пробиться в плей-офф этой лиги.

## Фамилия
В переводе с английского языка «Moneymaker» буквально означает «делающий деньги», и когда Крис стал известен после своей неожиданной победы, многие предполагали, что он использует «говорящий» псевдоним. В действительности предки Криса, имевшие германское происхождение, носили изначально фамилию «Нурмахер» (нем. Nurmacher) и занимались чеканкой золотых и серебряных монет, но позже «перевели» фамилию на английский, войдя в историю уже как «Манимейкеры».